# Dendrocnide sessiliflora
Dendrocnide sessiliflora là loài thực vật có hoa trong họ Tầm ma. Loài này được (Warb.) Chew mô tả khoa học đầu tiên năm 1965.